# Józef Szudy
Józef Szudy (ur. 20 sierpnia 1939) – polski profesor nauk fizycznych. Specjalizuje się w zagadnieniach z zakresu szeroko pojętej fizyki (w tym fizyki atomowej, molekularnej, optycznej oraz fizyki zderzeń). Członek korespondent Polskiej Akademii Nauk od 2004 roku, członek rzeczywisty od 2020. Były wykładowca Wydziału Fizyki, Astronomii i Informatyki Stosowanej Uniwersytetu Mikołaja Kopernika w Toruniu.
Doktoryzował się w 1968 roku, habilitację otrzymał w 1977 roku. Tytuł profesora nauk fizycznych nadano mu dziesięć lat później.

## Nagrody i wyróżnienia
Uhonorowany m.in.:
- Nagrodą Naukową Polskiego Towarzystwa Fizycznego (1985)

- Tytułem Honorowego Obywatela Gminy Kcynia (2014).